# Stroncatura
Les stroncatura (struncatura en calabrais) sont des pâtes originaires de Calabre et en particulier de Gioia Tauro. Bien qu'actuellement répandue dans toute la Calabre, la zone de plus grande vente et consommation doit être considérée comme la ceinture tyrrhénienne de la province de Reggio de Calabre. Le composant principal du plat est une pâte ressemblant à des linguine faite avec les résidus de farine et de son provenant de la mouture du blé Le blé complet et le seigle lui donnent son aspect rugueux et grossier.
À une certaine époque, la vente de stroncatura était illégale en raison de ses origines non hygiéniques provenant des balayures du sol des déchets d'usine et n'était consommée que par les pauvres. Sa production est désormais hygiénique et c'est devenu un plat grand public.
Grâce à leur forme et à leurs ingrédients, elles retiennent parfaitement les sauces. Elles sont en général assaisonnées avec des ingrédients typiques de la tradition paysanne tels que de l'huile d'olive extra vierge, de l'ail, des piments calabrais, des olives, des anchois et de la chapelure grillée.